# Entertainment Software Rating Board
Entertainment Software Rating Board (скорочено ESRB) — недержавна саморегульована організація, яка займається оцінкою і наступним присвоєнням рейтингу відеоіграм та іншому розважальному програмному забезпеченню, які продаються на території Канади і США. ESRB була заснована в 1994 році компанією Interactive Digital Software Association (сучасна назва — «Entertainment Software Association»).

## Рейтинг
Рейтинг присвоюється відповідно до змісту гри, схожий рейтинг надається організацією і кінофільмам. Він друкується в рекламі, на коробці диска з грою і на її сайті. Компанії не зобов'язані надавати гру для визначення рейтингу до початку офіційного продажу, оскільки зміст гри може змінитися в ході розробки. Більшість ігрових видавництв у США користуються рейтинговою системою ESRB.
Рейтинг складається з двох частин: знаку рейтингу та його короткого опису. Знак рейтингу зазвичай розміщується в нижньому лівому чи правому кутку на лицевій стороні упаковки і визначає найбільш підходящу вікову категорію для гри. Опис змісту розміщується на зворотній стороні коробки, зазвичай в нижньому чи правому кутку і перераховується деякі елементи гри.

### Знаки рейтингу
| Познач. | Рейтинг                                             | Рік активації | Опис |
| ------- | --------------------------------------------------- | ------------- | --- |
| eC      | Early Childhood укр. Для дітей молодшого віку       | 1994          | Гра підходить для дітей від 3 років і старше та не містить матеріалів, які батьки могли б вважати непідходящими. Ігри, що отримали цей рейтинг, із самого початку розробляються для дітей і переважно є іграми розвивальними. Деякі ускладнені розвивальні ігри можуть мати рейтинг «E» |
| E       | Everyone укр. Для всіх                              | 1998          | Зміст повністю підходить для вікової категорії старше 6 років; такі ігри можуть сподобатись і дорослим. Ігри з цим рейтингом можуть містити мінімальне насилля, загалом несерйозного характеру. Першою грою що отримала цей рейтинг, стала The Simpsons Cartoon Studio, що вийшла в 1996 році. |
| E10+    | Everyone 10 and older укр. Для всіх старше 10 років | 2005          | Категорія, що включає всіх людей, старших за 10 років. Проєкти з цим рейтингом можуть містити дещо більше мультиплікаційного чи м'якого насилля, або дещо відвертіші сцени. Першою грою, що прийняла цей рейтинг, стала Donkey Kong: Jungle Beat. |
| T       | Teen укр. Для підлітків                             | 1994          | Гра підходить для підлітків, старших за 13 років. Проєкти з цієї категорії можуть містити насилля, непристойні сцени, грубий гумор, помірний сексуальний вміст, кров або нечасте використання ненормативної лексики. |

Позначення рейтингів ESRB, що використовуються з 2005 року

| M       | Mature or Mature 17+ укр. Від 17 років              | 1994          | Матеріали гри не підходять для вікової категорії молодше 17 років. Проєкти з цим рейтингом можуть містити достатньо жорстоке насилля, велику кількість крові з розчленуванням, непристойні сексуальні сцени чи грубу ненормативну лексику, небажану для молодшої аудиторії. Приклади таких ігор:Halo (серія відеоігор), Fallout 3, Dead or Alive 4, Resident Evil, Rainbow Six: Vegas, Call of Duty 4: Modern Warfare, Gears of War, Hitman: Contracts, Dark Sector, Wanted: Weapons of Fate, Stranglehold та Manhunt. |
| AO      | Adults Only 18+ укр. Тільки для дорослих            | 1994          | Вміст гри тільки для дорослих. Проєкти з цієї категорії можуть містити тривалі сцени жорстокого насилля і/або дуже відвертий сексуальний вміст, а також сцени з оголенням. Цей рейтинг є предметом численних дискусій, оскільки він накладає серйозні обмеження на продаж гри. Рейтинг «Тільки для дорослих» надали, наприклад, іграм Manhunt 2 і Grand Theft Auto: San Andreas. |
| RP      | Rating Pending укр. Рейтинг очікується              | 1994          | Тимчасовий рейтинг, який позначає те, що гра відправлена в ESRB і очікує на присвоєння рейтингу. Цей логотип використовується на презентаціях і в демонстраційних версіях гри до офіційного виходу. |

### Короткий опис вмісту гри

#### Діючі
- «Alcohol Reference» — зображення (але не вживання) алкогольних напоїв.
- «Animated Blood» — нереалістична чи безбарвна кров.
- «Blood» — наявність крові.
- «Blood and Gore» — кров і розчленування.
- «Cartoon Violence» — наявне нереалістичне насилля, на кшталт такого, що можна побачити в мультфільмах. Також ця фраза може означати, що насилля в грі не завдає шкоди персонажам.
- «Comic Mischief» — наявні грубі жарти.
- «Crude Humor» — діалоги в грі побудовані з використанням вульгарності чи гумору «нижче пояса».
- «Drug Reference» — в грі згадуються наркотики.
- «Fantasy Violence» — завдання шкоди фантастичним персонажам (монстрам), які не асоціюються з людьми.
- «Informational» — гра містить інформацію, факти, матеріали чи інструкції, і може бути використана в довідкових цілях.
- «Intense Violence» — наявне реалістичне насилля, а саме: кров, розчленування, зброя, людські поранення і смерть.
- «Language» — незначна або помірна ненормативна лексика.
- «Lyrics» — помірне лихослів'я, згадування про сексуальні відносини, насилля, алкоголь чи наркотики в текстах до музики гри.
- «Mature Humor» — діалоги в грі містять «дорослий» гумор, включаючи тему сексуальних відносин.
- «Nudity» — зображення повного оголення в грі.
- «Partial Nudity» — короткі або невідверті сцени оголення.
- «Real Gambling» — зображено азартні ігри, включаючи ставки і парі на реальні гроші.
- «Sexual Themes» — помірно відверті сексуальні сцени, також можлива присутність часткового оголення.
- «Sexual Violence» — гра зображає зґвалтування чи інші акти сексуального насилля.
- «Simulated Gambling» — наявні азартні ігри без ставок реальними грішми.
- «Some Adult Assistance May Be Needed» — проєкт призначений для маленьких дітей, і для його освоєння можливо знадобиться допомога дорослих.
- «Strong Language» — дуже грубе і постійне лихослів'я.
- «Strong Lyrics» — грубе і часте лихослів'я, часті згадування сексу, насилля, алкоголю або наркотиків в текстах до музики гри.
- «Strong Sexual Content» — відвертий сексуальний зміст, навіть включаючи насилля.
- «Suggestive Themes» — вражаючі або дратівливі сцени чи матеріали.
- «Tobacco Reference» — у грі зображена (але не вживається) тютюнова продукція.
- «Use of Drugs» — вживання нелегальних наркотиків.
- «Use of Alcohol» — вживання алкогольних напоїв.
- «Use of Tobacco» — вживання тютюнової продукції.
- «Violence» — наявні сцени, що зображають агресивні конфлікти.

#### Онлайн-рейтинг
В онлайн іграх виставляється опис «Online Interactions Not Rated by the ESRB»(раніше «Game Experience May Change During Online Play»), щоб попередити користувачів що вміст гри не перевірявся ESRB. Причина присвоєння такого опису грі криється в тому, що в онлайн іграх використовують чат де гравці можуть вживати ненормативну лексику, але контроль за цим неможливий при попередній оцінці гри.

#### Застарілі
Наступні короткі описи більше не використовуються і можуть зустрітися лише на старих продуктах.
- «Animated Blood and Gore» — нереалістична кров і/або розчленування.
- «Animated Violence» — намальовані і нереалістичні сцени агресії, в яких можуть брати участь персонажі.
- «Gambling» — наявні азартні ігри.
- «Gaming» — наявні ігри на гроші.
- «Edutainment» — розвивальна гра. Продукт сприяє розвитку в гравця певних навичок, корисних у реальності.
- «Mature Sexual Themes» — відверті матеріали, можливо з частковим оголенням.
- «Mild Animated Violence» — м'яке, нереалістичне зображення насилля.
- «Mild Realistic Violence» — м'яке, але реалістичне зображення насилля.
- «Mild Lyrics» — незначне лихослів'я, згадування про сексуальні відносини, насилля, алкоголь чи наркотики в текстах музики гри.
- «Mild Violence» — гра містить сцени, де персонажі можуть брати участь в агресивних конфліктах.
- «Reading Skills, Fine Motor Skills, Higher-Level Thinking Skills» — такі фрази можуть зустрічатися на продуктах з рейтингом «Early Childhood» і вказують, що в проєкті використовуються такі навички дитини, як читання, реакція, вміння логічно мислити та ін.
- «Realistic Blood» — високодеталізована реалістична кров.
- «Realistic Blood and Gore» — високодеталізована реалістична кров і розчленування.
- «Realistic Violence» — в грі реалістично зображено насилля.